# Neogale macrodon
Neogale macrodon — хижий ссавець родини мустелових (Mustelidae), близький родич візона річкового (американської норки). Вид знищений надмірним полюванням через запит на його хутро і торгівлю ним. Припинив своє існування між 1860 і 1890 роками. Він жив серед берегових скель атлантичного узбережжя і на островах, що зумовлює його назву. Сьогодні вид відомий науці лише за відомостями від мисливців, за хутром і за неповними скелетами, знайденими у сміттєвих залишках на стоянках індіанських племен.

## Поширення
Раніше жив уздовж узбережжя Канади (Нью-Брансвік, Ньюфаундленд) і в прибережній східній частині Північної Америки (штат Массачусетс, Мен).

## Морфологія
За розповідями місцевих жителів Neovison macrodon був великим, із червоним хутром і з характерним запахом, мав злегка пухнастий хвіст, а тіло товще, ніж у візона річкового. У 1867 році Б. Гілпін записав вимір загальної довжини екземпляру в Новій Шотландії: 82,6 см.

## Поведінка
Neovison macrodon влаштовував гніздо серед скель на океанському березі. Поживою в основному була риба і, ймовірно, також молюски. Також наявна інформація дозволяє припустити, що вони були нічними, солітарними і проводили більшу частину свого часу в морі.